# Koeneniodes leclerci
Koeneniodes leclerci is een spinnensoort in de taxonomische indeling van de Palpigradi.
Het dier komt uit het geslacht Koeneniodes. Koeneniodes leclerci werd in 1992 beschreven door Condé.